# Ерг Петроли Спа
Ерг Петроли Спа је насеље у Италији у округу Сиракуза, региону Сицилија.
Према процени из 2011. у насељу је живело 19 становника. Насеље се налази на надморској висини од 16 м.